# Messier 23
Messier 23 este un obiect ceresc care face parte din Catalogul Messier, întocmit de astronomul francez Charles Messier.